# Leon Rooke
Pour les articles homonymes, voir Rooke.
Leon Rooke, né le 11 septembre 1934 à Roanoke Rapids dans l'état de la Caroline du Nord, est un romancier, nouvelliste, poète, dramaturge et artiste-peintre canadien d'origine américaine.

## Biographie
Né à Roanoke Rapids dans l'état de la Caroline du Nord, Leon Rooke étudie au Mars Hill College (en), puis à l'Université de Caroline du Nord, de 1955 à 1958. Il s'engage ensuite dans l'infanterie de l'armée des États-Unis et sert en Alaska de 1958 à 1960. Il revient en Caroline du Nord, et travaille comme responsable du bureau d'information et comme professeur au sein de l'Université de Caroline du Nord.
En 1969, à l'âge de trente-cinq ans, il déménage à Victoria, au Canada. Il enseigne notamment la création littéraire au sein de l'Université de Victoria
.
Écrivain prolifique, il écrit au cours de sa carrière une dizaine de romans, des centaines de nouvelles, ainsi que des pièces de théâtre et des recueils poésie. En 1980, il est nommé avec le roman Fat Woman, l'histoire d'un homme, qui, par amour pour sa gironde épouse l’enferme pour l’empêcher de manger, au prix du Gouverneur général. Trois ans plus tard, il remporte ce prix avec Shakespeare's Dog, un roman qui narre l'histoire du début de la carrière du dramaturge William Shakespeare vue à travers le regard de Hooker, son chien.
En collaboration avec l'écrivain John Metcalf (en), il dirige la publication des deux volumes de l'anthologie The New Press en 1984 et 1985. En 1989, il participe à la création d'un festival littéraire, le Eden Mills Writers' Festival (en). En 2002, il prend part au premier Combat des livres en défendant le roman L'Ange de pierre de la romancière Margaret Laurence.
En 2007, il est élu membre de l'Ordre du Canada.

## Œuvre

### Romans, recueils de nouvelles, théâtre et poésie
- Last One Home Sleeps in the Yellow Bed (1968)
- Vault (1973)
- Krokodile (1973)
- Sword/Play (1974)
- The Love Parlour (1977)
- The Broad Back of the Angel (1977)
- Cry Evil (1980)
- Fat Woman (1980)
- Death Suite (1981)
- The Magician in Love (1981)
- The Birth Control King of the Upper Volta (1982)
- Shakespeare's Dog (1983)
- A Bolt of White Cloth (1984)
- Sing Me No Love Songs, I'll Say You No Prayers (1984)
- A Good Baby (1989) Publié en français sous le titre Gentil bébé, traduction de Philippe Gerval et Victoria Wallace, Paris, Phébus, coll. « D'aujourd'hui, domaine étranger », 2004
- How I Saved the Province (1989)
- Daddy Stump (1991)
- The Happiness of Others (1991)
- Who Do You Love (1992)
- The Boy from Moogradi and the Woman with the Map to Kolooltopec (1993)
- Muffins (1995)
- Narcissus in the Mirror (1995)
- Oh, No, I Have Not Seen Molly (1996)
- Art. Three Fictions in Prose (1997)
- Oh! Twenty-Seven Stories (1997)
- Who Goes There (1998)
- The Fall of Gravity (2000) Publié en français sous le titre En chute libre, traduction de Richard Crevier, Paris, Phébus, coll. « D'aujourd'hui, domaine étranger », 2002 ; réédition, Paris, Libretto, no 418, 2013
- Painting the Dog (2001) Publié en français sous le titre Le mieux est l'ennemi du chien, traduction de Judith Roze, Paris, Phébus, coll. « D'aujourd'hui, domaine étranger », 2007
- Balduchi's Who's Who (2005)
- Hot Poppies (2005)
- The Beautiful Wife (2005)
- Hitting the Charts: Selected Stories (2006)
- The Last Shot: Selected Stories (2009)
- The April Poems (2013)
- Swinging Through Dixie (2016)
- Fantastic Fiction and Peculiar Practices (2016)
- The House on Major Street (2018)

## Prix et distinctions notables
- Nomination au  prix du Gouverneur général en 1980 avec le roman Fat Woman.
- Récipiendaire du prix littéraire Canada-Australie en 1981.
- Lauréat du prix du Gouverneur général en 1983 avec le roman Shakespeare's Dog.
- Prix Pushcart en 1987 pour la nouvelle The Blue Baby.
- North Carolina Award (en) dans la catégorie Littérature en 1990.
- Prix W. O. Mitchell en 2002.
- Prix littéraires Radio-Canada : 1er prix anglophone dans la catégorie nouvelle en 2002.
- CBC Literary Prize (en) en 2002 pour la nouvelle The Last Shot.
- Élu membre de l'Ordre du Canada en 2007.

## Source
- (en) Branko Gorjup (dir.), White Gloves of the Doorman: The Works of Leon Rooke, Toronto, Exile Editions, 2004, 458 p..